# Nordic Growth Market
Nordic Growth Market, (NGM) är en svensk marknadsplats för aktier.
Nordic Growth Market grundades 1984 och har bedrivits under namnen Stockholms Börsinformation, SBI-listan, IM-börsen och IM Innovationsmarknaden. År 1999 namnändrades verksamheten till Nordic Growth Market. Den har ägts av Nordic Growth Market NGM Holding AB till november 2008, då den övertogs av det tyska Börse Stuttgart.
Företaget driver två reglerade marknader och en oreglerad marknad. De reglerade marknaderna (även kallade börser) består av NGM Equity och Nordic Derivatives Exchange (NDX), medan den oreglerade marknaden (även kallad en multilateral handelsplattform) är Nordic MTF. På dessa marknader anordnas köp och försäljningar av värdepapper. Bland annat kan olika företag här, precis som på Stockholmsbörsen, notera sina aktier. En stor del av de noterade bolagen är tillväxtföretag som nyttjar NGM för att få in riskkapital. NGM har också en plattform för onoterade bolag kallad Nordic Pre Market.
Nordic Growth Market har verksamhet i Sverige, Danmark, Finland och Norge och använder sig av sitt egenutvecklade handelssystem Elasticia.

## Tillstånd
Nordic Growth Market var under en period (30 september 2008 - 28 november 2008) av med sitt tillstånd att bedriva börsverksamhet på grund av oklarheter i ägarförhållandena. Företaget återfick tillståndet och dömdes istället till en varning och att betala en straffavgift om 4,5 miljoner kronor.